# Boulevard Florence-Arthaud
Le boulevard Florence-Arthaud (en occitan : baloard Florence Arthaud) est une voie de Toulouse, chef-lieu de la région Occitanie, dans le Midi de la France.

## Situation et accès

### Description
Le boulevard Florence-Arthaud est une voie publique. Il relie les quartiers de Borderouge et de Paleficat, dans le secteur 3 - Nord.

### Voies rencontrées
Le boulevard Florence-Arthaud rencontre les voies suivantes, dans l'ordre des numéros croissants (« g » indique que la rue se situe à gauche, « d » à droite) :
1. Boulevard André-Netwiller
2. Rue Edmond-Rostand
3. Périphérique (Autoroute A620) - Échangeur no 13
4. Rue Karen-Blixen (g)
5. Impasse Alexis-Tocqueville
6. Chemin de Paleficat
7. Rue Hélène-Carrère-d'Encausse (g)
8. Chemin de Virebent

## Odonymie
Le boulevard porte le nom de Florence Arthaud (1957-2015), navigatrice surnommée « la petite fiancée de l'Atlantique ». Le nom lui est donné par décision du conseil municipal du 16 octobre 2015, quelques mois seulement après sa mort dans un tragique accident d'hélicoptère à Villa Castelli, en Argentine.

## Histoire

### Époque contemporaine

#### XXIesiècle
L'aménagement du boulevard Florence-Arthaud s'inscrit dans le cadre du développement du nord de Toulouse et de son agglomération, qui connaît à la fin des années 1990 une forte croissance démographique et une accentuation des problématiques de déplacements. En 2001, le conseil d'agglomération du Grand Toulouse décide l'aménagement d'une nouvelle voie multimodale entre le nord de Toulouse et la commune de Bruguières, traversant et desservant directement les quartiers de Borderouge, de Paleficat et de Grand Selve, à Toulouse, ainsi que les communes de Launaguet et de Castelginest. La voie rapide, désignée comme le « boulevard urbain nord » (BUN), doit également être reliée directement au périphérique par la création d'un nouvel échangeur. En 2015, les premiers travaux sont engagés entre le boulevard André-Netwiller et la rue Edmond-Rostand. En 2017, l'échangeur de Borderouge est ouvert à la circulation et la voie prolongée jusqu'au chemin Virebent.
L'aménagement du boulevard s'accompagne d'un renouvellement et d'une densification urbaine. Plusieurs fermes et maisons toulousaines anciennes qui se trouvent sur le tracé du boulevard sont détruites (anciens no 98 rue Edmond-Rostand, no 5 rue Frédéric-Chopin, no 110 chemin de Paleficat). Elles font place à des immeubles de bureaux aux formes contemporaines, comme le siège du Crédit Agricole Immobilier (actuel no 9 impasse de Borderouge), construit entre 2016 et 2017, de Saint-Agne Immobilier, entre 2018 et 2019 (actuel no 96 rue Edmond-Rostand), et de l'Apave, entre 2018 et 2019 (actuel no 93 rue Edmond-Rostand) et l'immeuble Opalink, entre 2019 et 2020 (actuel no 8).

## Patrimoine et lieux d'intérêt

### Patrimoine rural
- no  10 : ferme maraîchère (deuxième moitié du XIXe siècle)[2].

### Collège de Paleficat

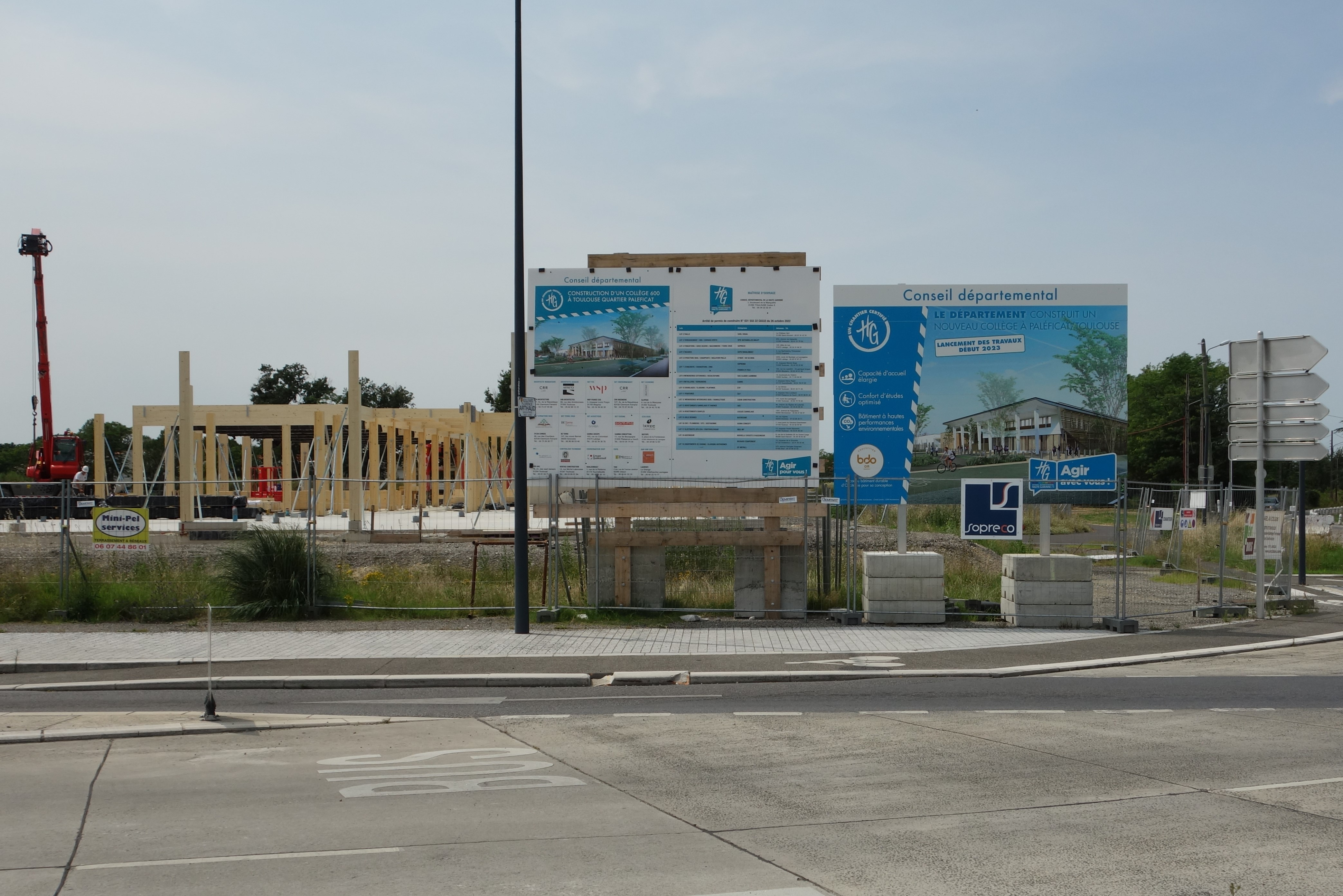
Les travaux du collège de Paleficat en 2023.

En 2022, le conseil départemental de la Haute-Garonne décide la création d'un nouveau collège afin d'accompagner le développement urbain et la croissance démographique des quartiers au nord de Toulouse – Borderouge, Paleficat et Grand Selve. Le projet en est confié au bureau d'architecture CRR. Le bâtiment, de 6500 m², s'élèvera sur une vaste parcelle de 20 000 m2 au carrefour du chemin Virebent, pour une capacité de 600 à 720 élèves. Il comprendra également un plateau sportif.
La construction se caractérise par la recherche de performance énergétique et environnementale dans le cadre de la démarche Bâtiment Durable Occitanie (BDO), par l'utilisation de matériaux biosourcés (ossature en bois, isolation en paille) et géosourcés (terre crue, pierre sèche) et une conception bioclimatique en faveur de la biodiversité. De plus, il répond aux critères du label BEPOS Effinergie 2017.
La construction du collège de Paleficat commence en 2023,.